# Хаабнеэме
Ха́абнеэме (эст. Haabneeme) — посёлок в волости Виймси уезда Харьюмаа, Эстония. Ведёт свою историю с XIII века. Официальный статус посёлка получил в 1977 году. Расположен на севере Эстонии, на берегу Балтийского моря. По численности населения c 2010-х годов является самым крупным сельским посёлком страны. На территории посёлка находятся развалины прибрежной защитной батареи № 13, которая являлась частью Морской крепости Императора Петра Великого, и установлена скульптура «Северная лягушка» эстонского скульптора Тауно Кангро. В посёлке имеется три общеобразовательных школы. Крупнейшим работодателем населённого пункта является частная больница «Фертилитас».

## География и описание
Расположен на побережье Таллинского залива в полутора километрах от границы Таллина. Высота над уровнем моря — 12 м. К югу от Хаабнеэме расположены посёлок Виймси и деревня Мийдуранна, к востоку — деревня Лубья, к северу — деревня Принги. В посёлке пролегает 82 улицы и переулка.
К посёлку примыкает рельефный ландшафтный заповедник «Глинтовый уступ Хаабнеэме», на берегу моря расположена природоохранная зона «Виймсиский черноольшаник».
В Хаабнеэме находится Виймсиский нижний маяк, его координаты: 59,515417° с. ш. 24,815617° в. д..
Климат — умеренный. Официальный язык — эстонский. Почтовый индекс — 74001.

## Население
По данным переписи населения 2021 года, в Хаабнеэме проживали 7265 человек, из них 5882 (81,0 %) — эстонцы.
Численность населения посёлка Хаабнеэме по данным переписей населения:
| Год  | 1959 | 1970  | 1979   | 1989   | 2000   | 2011   | 2021   |
| ---- | ---- | ----- | ------ | ------ | ------ | ------ | ------ |
| Чел. | 139  | ↗ 280 | ↗ 1281 | ↗ 2180 | ↗ 2103 | ↗ 5634 | ↗ 7265 |

## История
В средние века на землях современного Хаабнеэме поселились прибрежные шведы, которые основали здесь небольшую мызу Хаббинем (нем. Habbinem, Habbinömm) и возвели крепость. Населённый пункт впервые упомянут в 1271 году как Apones, где окончание -nes по-шведски означает «мыс» (деревня расположена на мысу). В источниках 1288 года упоминается Appones, 1387 года — Apenes, 1550 года — Habenem, 1687 года — Habbenem (мыза), Habenem (деревня). На военно-топографических картах Российской империи (1846—1863 годы), в состав которой входила Эстляндская губерния, населённый пункт обозначен как Абнеме.
В 1763 году тогдашний владелец мызы Хаббинем барон Фабиан фон Тизенгаузен продал её вместе со скотоводческой мызой Калькофен (нем. Kalkofen, Лубья, эст. Lubja mõis) графу Карлу Магнусу фон Стенбоку, который являлся собственником находившейся по соседству мызы Вимс. В XVIII веке эти мызы были объединены с мызой Вимс.
В 1866 году в волости Виймси была открыта первая волостная школа, которая располагалась в деревне Принги, и куда ходили дети всех окрестных деревень. Учёба в ней велась на эстонском языке, но, когда в 1886 году все школы прибалтийских губерний были подчинены Всероссийскому Министерству народного просвещения, образование вскоре было переведено на русский язык. Школа сгорела в 1891 году, вновь отстроенное здание сгорело в 1894 году. В 1895 году было построено третье школьное здание, сохранившееся до настоящего времени; в нём размещается Музей прибрежного народа.
В 1960-х годах на землях деревни Абнеме, по обеим сторонам от улицы Рохунеэме, возник садовый посёлок Хаабнеэме. В начале 1970-х годов он имел статус деревни, в 1977 году получил официальный статус посёлка.
В годы советской власти в Хаабнеэме была отстроена центральная усадьба Опорно-показательного рыболовецкого колхоза имени С. М. Кирова, являвшаяся самой современной и благоустроенной в Эстонии. Благодаря колхозу в посёлке была создана развитая инфраструктура. В 1977 году в колхозе открылась школа искусств, музыки и спорта, которая проработала до 1985 года. В 1981 году было завершено строительство нового здания общеобразовательной школы, которая стала называться Виймсиская средняя школа.
Близость к Таллину и развитая инфраструктура способствуют активному жилищному строительству в посёлке. С 2000 по 2021 год число жителей посёлка выросло в в 3,5 раза. В настоящее время в Хаабнеэме выделяются три района: на северо-западе — район частных и рядных жилых домов, на юго-востоке — административный и культурный центр бывшего колхоза имени Кирова с четырёх- и пятиэтажными квартирными домами, на северо-востоке — строящийся малоэтажный жилой район Хелдри (эст. Heldri).
С 1924 года в посёлке действует Виймсиская конгрегационалистская община Союза евангелических христианских и баптистских церквей Эстонии. Здание церкви было построено в 1940-х годах, в 1990-е годы начались работы по его реконструкции, и сегодня оно превратилось в привлекающее внимание строение, башня которого светится в тёмное время суток.
В 2009 году в Хаабнеэме, недалеко от Виймсиской средней школы (с 1 сентября 2018 года она стала основной школой), было построено школьное здание, которое в течение пяти лет носило разные названия и в 2014 году было выделено в отдельную школу.
Весной 2010 года Центр по управлению государственными лесами открыл на территории Хаабнеэме, в бывшей конторе Виймсиского леспромхоза, Центр природы (Виймсиский центр для посетителей). Во дворе центра расположен отреставрированный сарай бывшей мызы, в котором работает постоянная выставка «В лесу есть сила!». Помимо выставки Центр природы предлагает лекции о природе и тематические учебные дни для детей и взрослых, а также знакомство с возможностями отдыха в лесах по всей Эстонии.
В 2017 году в Хаабнеэме было завершено строительство здания Виймсиской гимназии, которое финансировал Фонд сплочения ЕС (сумма дотации составила 6 599 600 евро).

## Инфраструктура
По состоянию на 2023 год в Хаабнеэме работали:
- муниципальные детские сады «Лаанелинну» (Laanelinnu), «Астри» (Astri, с эст. «Астровый»), «Карулаугу» (Karulaugu — «Черемшовый») и «Пяйксератас» (Päikseratas — «Солнечное колесо»)[32];
- частные детские сады «Тики-Трики» (Tiki-Triki)[33] и «Лиллелапсэд» (Lillelapsed — «Дети цветов»)[34];
- Виймсиская основная школа[35] (в 1981/1982 учебном году 452 ученика, в 2002/2003 учебном году — 853, в 2009/2010 учебном году — 1344[8][23]);
- основная школа Хаабнеэме (в 2016/2017 учебном году — 456 учеников, в 2022/2023 учебном году — 562)[29];
- Виймсиская гимназия[36];
- Виймсиская библиотека[37];
- Виймсиский стадион[38];
- клуб падел-тенниса «FV Rackets»[39];
- тир «TopGun»[40];
- частная больница «Фертилитас» (Fertilitas)[41];
- центры здоровья (в частности, центр здоровья Хаабнеэме[42] и центр здоровья Карулаугу[43]);
- две стоматологические клиники[41];
- спа-отель «Таллин Виймси СПА» (Tallinn Viimsi SPA Hotel)[44];
- спа-отель «Лавендель СПА» (Lavendel SPA Hotel)[45];
- аптеки аптечных сетей «Benu»[46] и «Apotheka»[47];
- дом престарелых «Пансионат Раннапере» (Rannapere Pansionaat)[48];
- торговый центр «Виймси» (Viimsi Kaubanduskeskus)[49];
- супермаркет торговой сети «Coop»[эст.][50] и другие магазины.

## Экономика
Основные работодатели посёлка Хаабнеэме по состоянию на 31 декабря 2023 года:

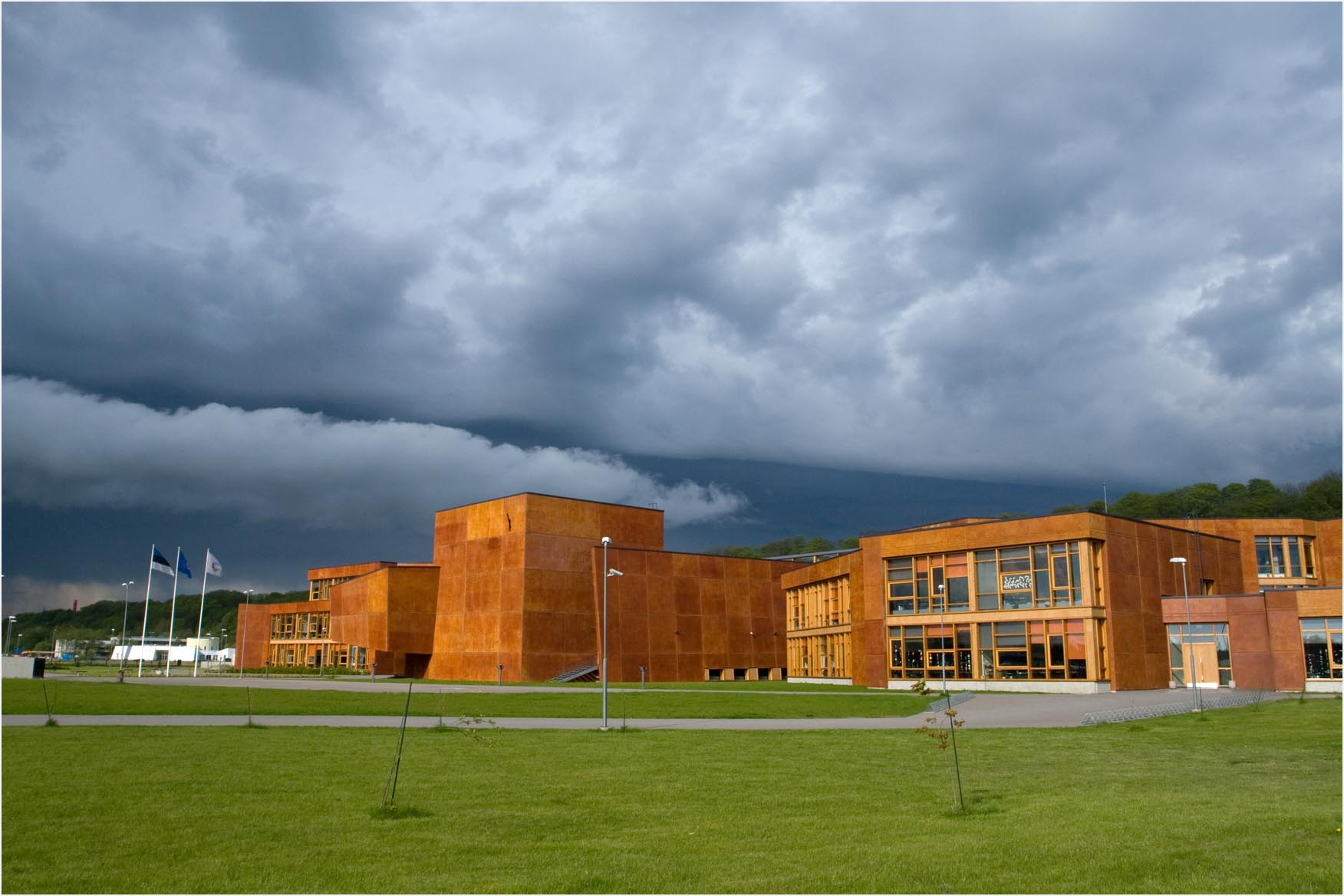
Виймсиская основная школа в посёлке Хаабнеэме

| Предприятие / организация  | Вид деятельности                                                   | Численность работников |
| -------------------------- | ------------------------------------------------------------------ | ---------------------- |
| Fertilitas AS              | Специализированная врачебная практика                              | 178                    |
| Viimsi kool                | Основная школа                                                     | 143                    |
| Haabneeme kool             | Основная школа                                                     | 76                     |
| Viimsi Gümnaasium          | Гимназия                                                           | 63                     |
| Viimsi Keevitus AS         | Строительство водопроводной, газопроводной и канализационной трасс | 34                     |
| Rannapere Pansionaat AS    | Уход за престарелыми и инвалидами                                  | 30                     |
| Viimsi Perearstikeskus OÜ  | Общая врачебная практика                                           | 22                     |
| Karulaugu Tervisekeskus OÜ | Общая врачебная практика                                           | 18                     |
| Lumen Erakliinik OÜ        | Стоматологические услуги                                           | 18                     |
| Viimsi Lihatööstuse OÜ     | Производство продуктов из мяса и мяса домашней птицы               | 9                      |

## Достопримечательности
На территории посёлка находятся развалины прибрежной защитной батареи № 13, которая являлась частью Морской крепости Императора Петра Великого. Развалины внесены в Государственный регистр памятников культуры Эстонии как памятник архитектуры.
Осенью 2017 года, в качестве официального подарка к 100-летию Эстонской республики и по заказу Сельского общества деревни Лубья, на глинтовом уступе Хаабнеэме была построена «Лестница Северной лягушки», ведущая из посёлка Хаабнеэме в деревню Лубья. Её проектирование поддержало Министерство внутренних дел Эстонии, расходы на возведение оплатила волость Виймси. Рядом с лестницей стоит скульптура «Северная лягушка» (автор Тауно Кангро). Название лестницы навеяно романом Андруса Кивиряхка «Последний, кто знал змеиную молвь», в котором Северная лягушка, несмотря на свой вечный сон, выступает как положительное непобедимое существо.

### Программа защиты эстонской архитектуры 20-го столетия

Здание колхозного детсада «Пийлупеса» в Хаабнеэме. Снесено в 2017 году

По инициативе Министерства культуры Эстонии, Департамента охраны памятников старины, Эстонской академии художеств и Музея архитектуры Эстонии в период с 2008 по 2013 год в рамках «Программы защиты эстонской архитектуры 20-го столетия» была составлена база данных самых ценных архитектурных произведений Эстонии XIX—XX веков, не внесённых в Государственный регистр памятников культуры. В ней содержится информация о зданиях и сооружениях, построенных в 1870—1991 годы, которые предложено рассматривать как часть архитектурного наследия Эстонии и исходя из этого или охранять на государственном уровне, или взять на учёт. В этой базе данных есть объекты, расположенные в Хаабнеэме:
- здание торговли и обслуживания, улица Рохунеэме 2, 1973 год, архитектор Рейн Хансберг (Rein Hansberg), используется[56];
- административное здание, улица Калури 5, 1973 год, архитектор Рейн Вебер (Rein Veber), используется[57];
- здание поликлиники-больницы, улица Калури 5А, 1976 год, архитектор Адо Эйги[эст.], используется[58];
- здание торговли и обслуживания, улица Калури 3, 1976 год, архитектор Адо Эйги, используется[59];
- многоквартирные дома, улица Мереранна 2, 4 и 6, 1980 год, архитектор Рейн Хансберг, используются[60];
- здание колхозной конторы, улица Рохунеэме 12, 1960-е годы, используется[61];

В базе данных также было здание колхозного детсада «Пийлупеса» (1983 год, архитектор Адо Эйги), которое снесли после пожара 2017 года.

Деревня Хаабнеэме
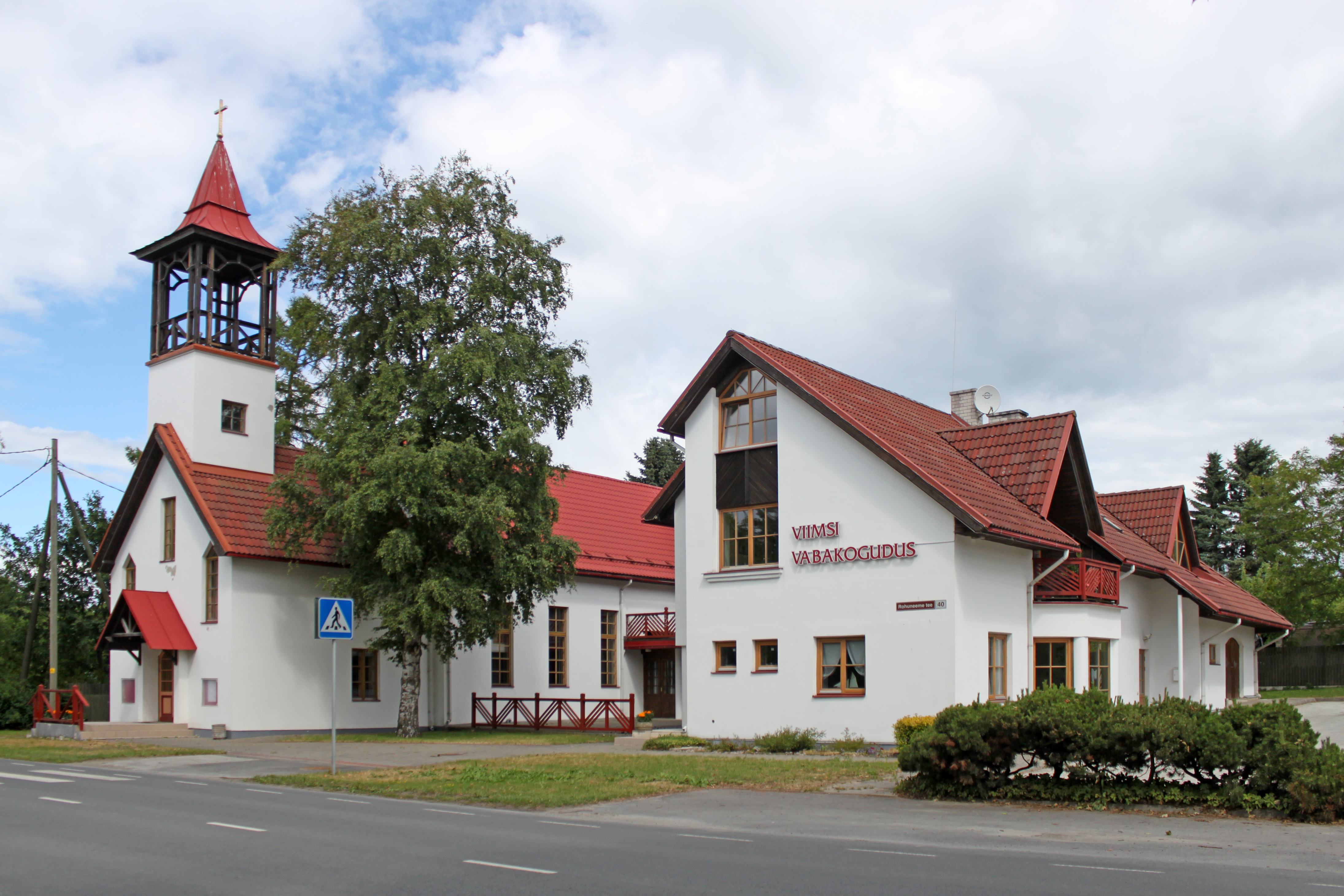
Молитвенный дом общины евангельских христиан
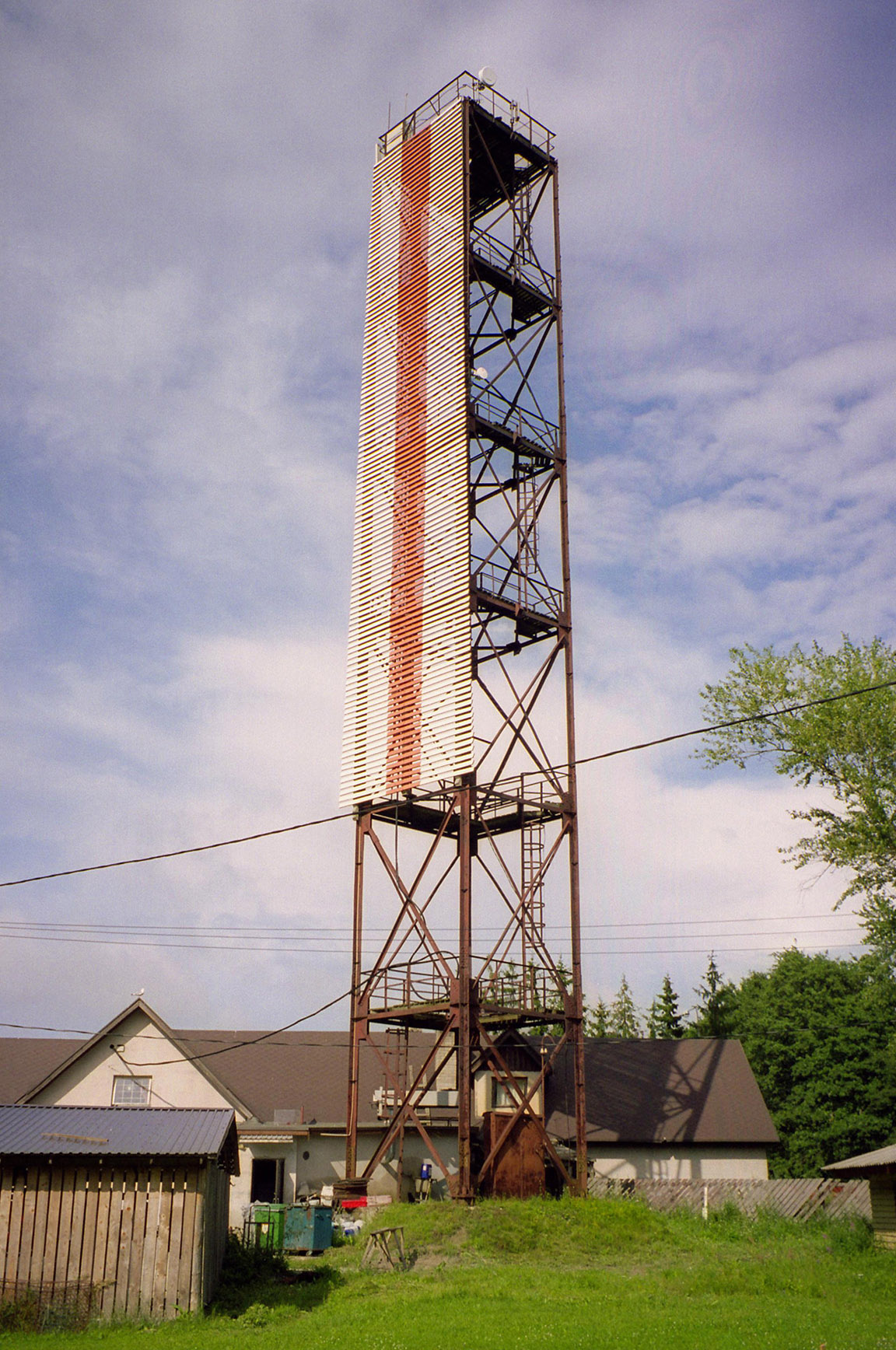
Виймсиский нижний маяк
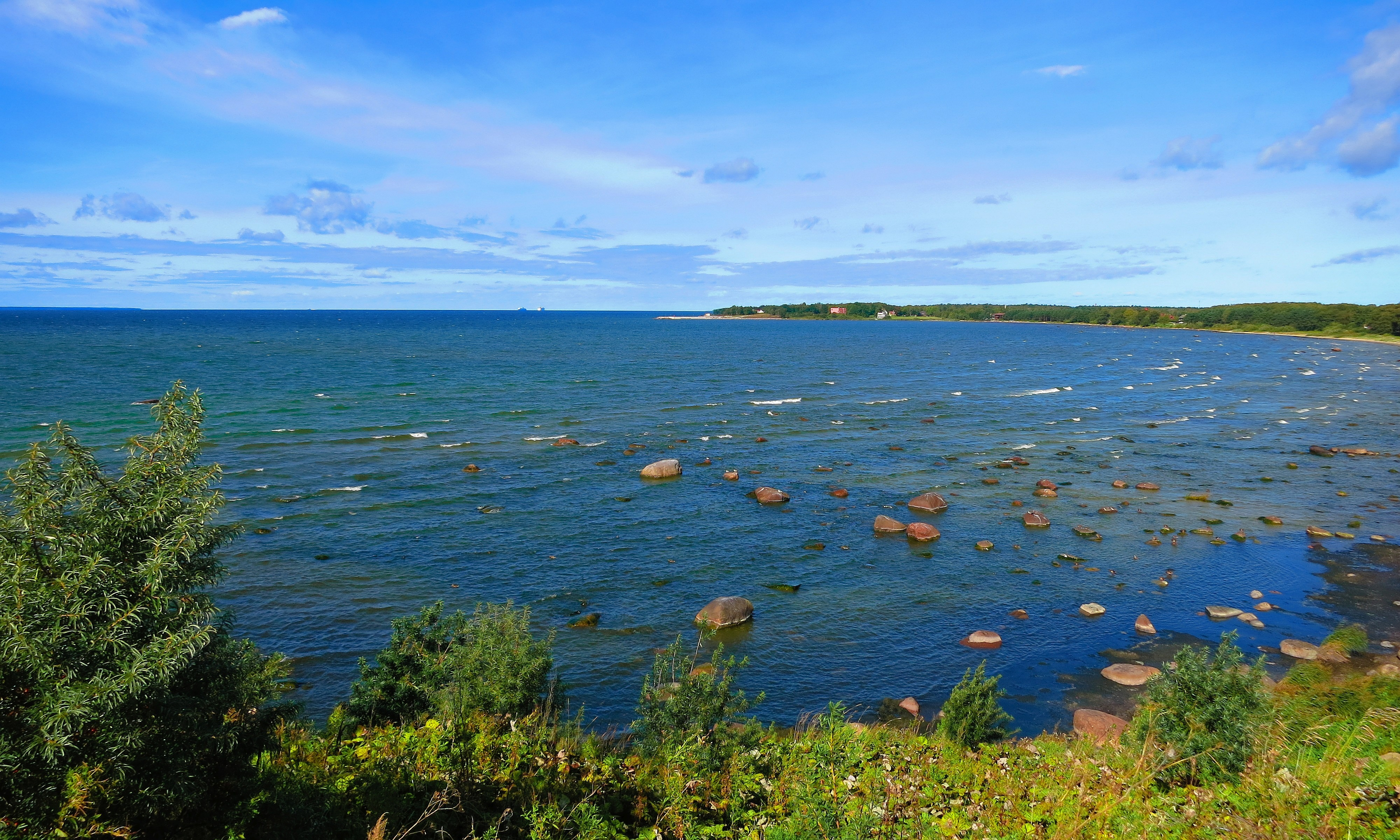
Берег моря
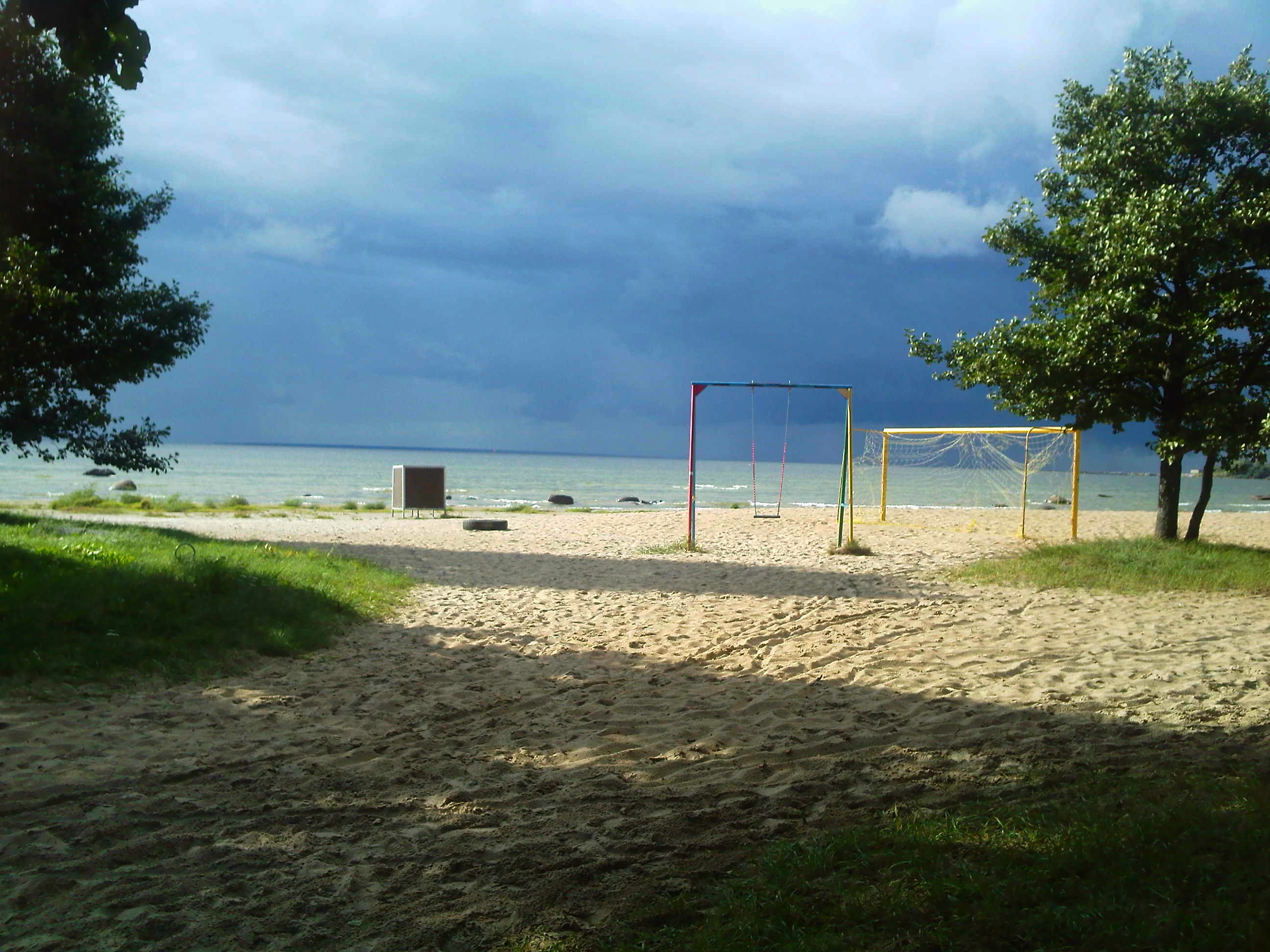
Пляж
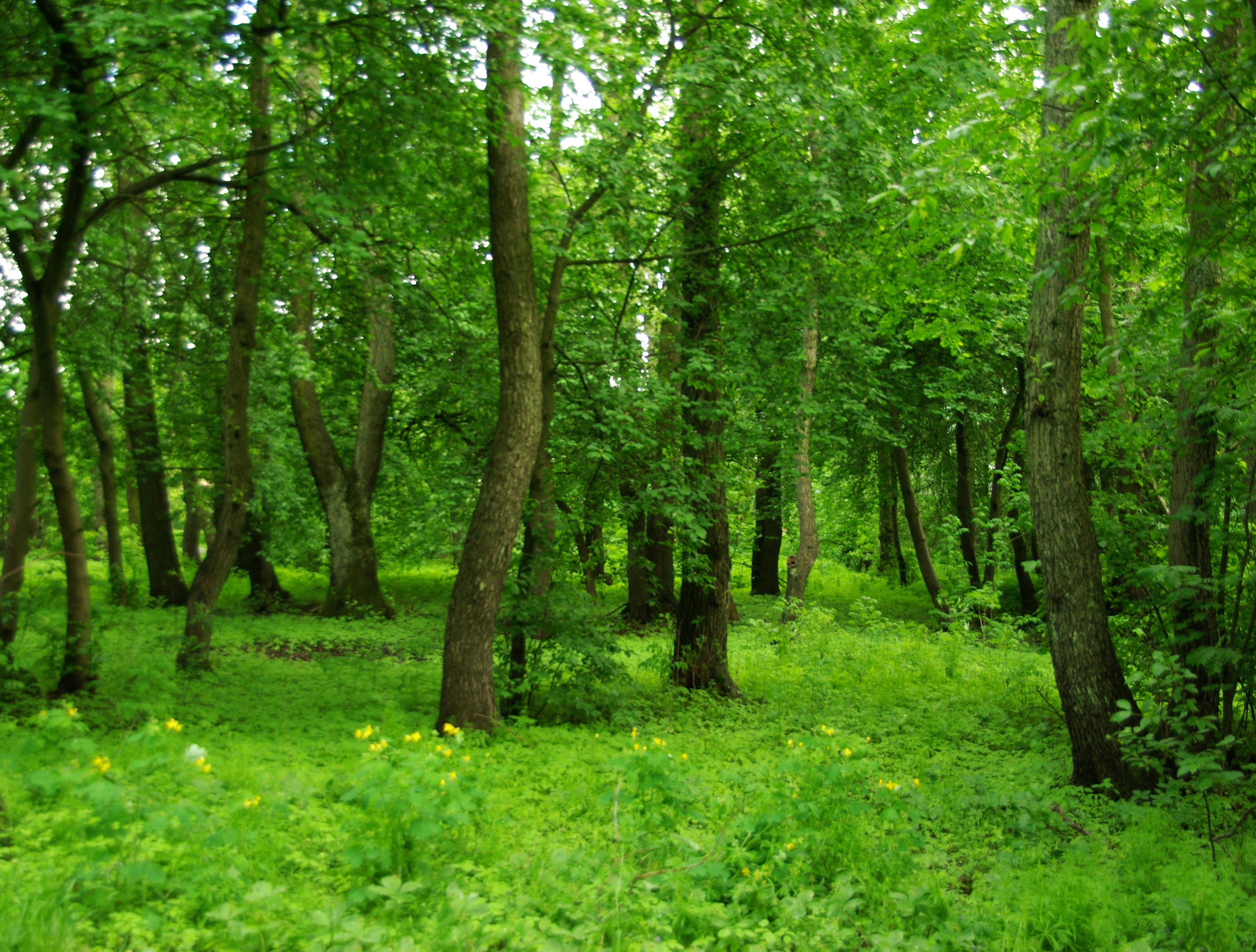
Виймсиский черноольшаник
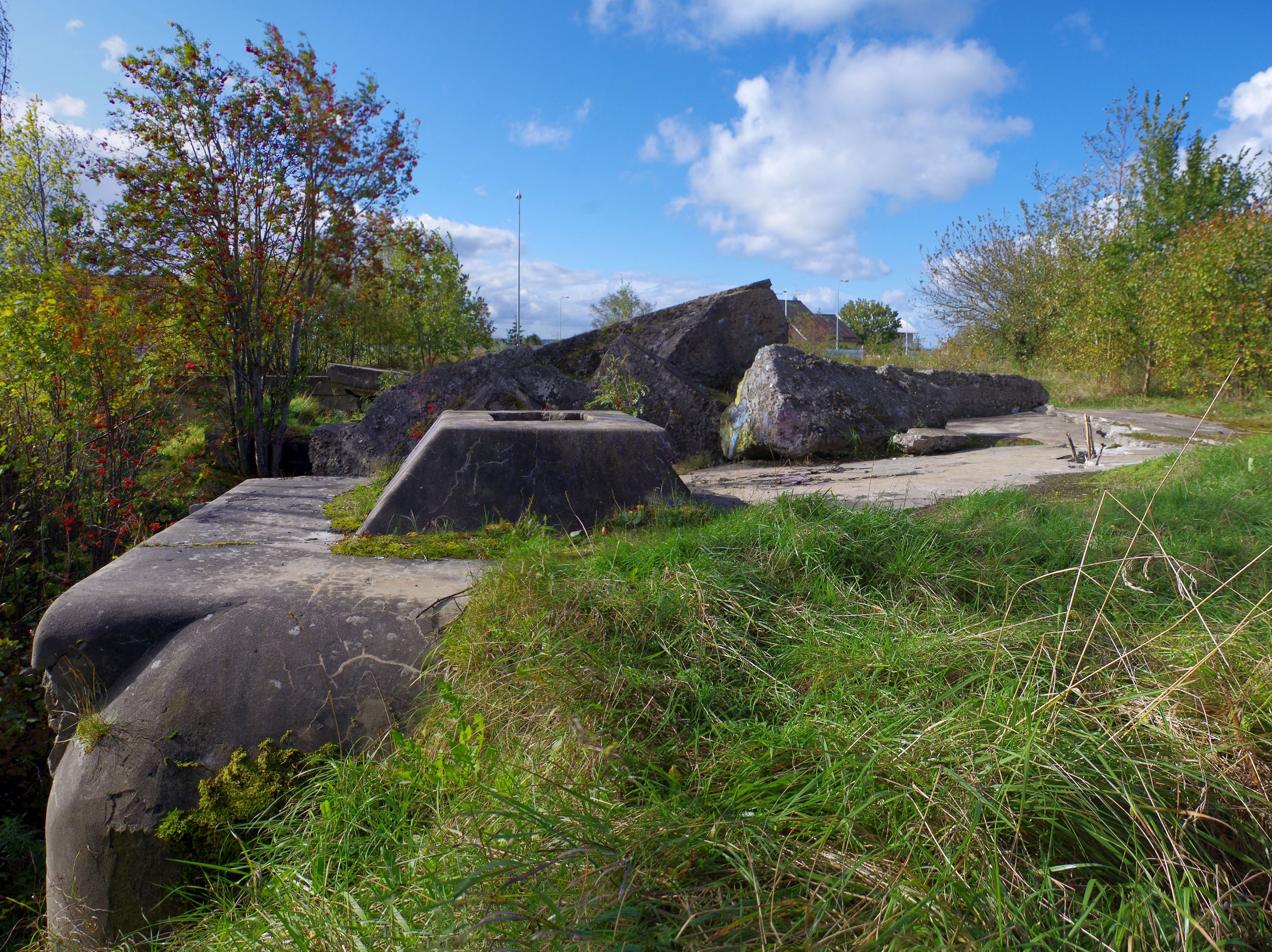
Прибрежная защитная батарея № 13 Морской крепости Императора Петра Великого
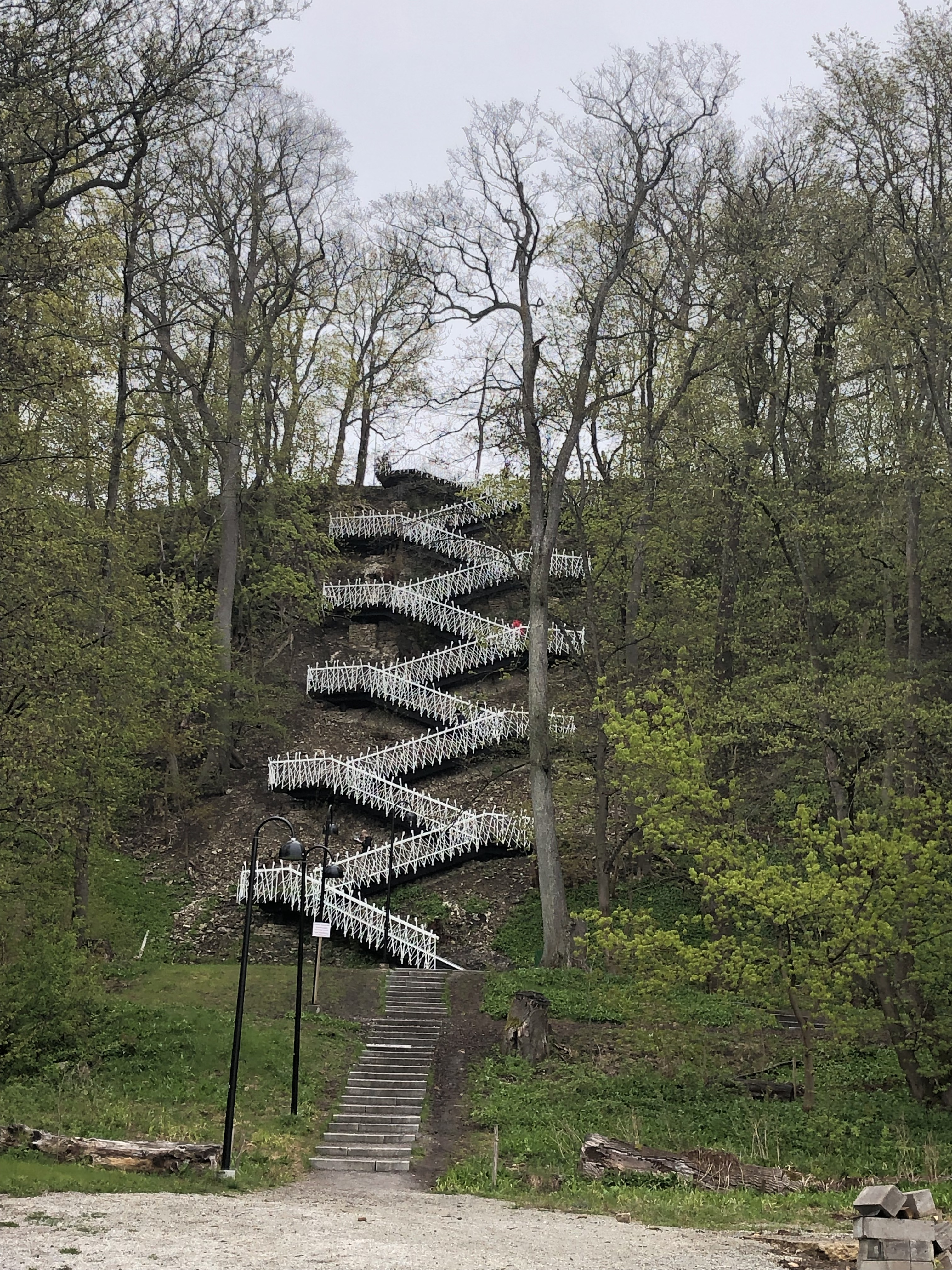
Лестница «Северной лягушки»
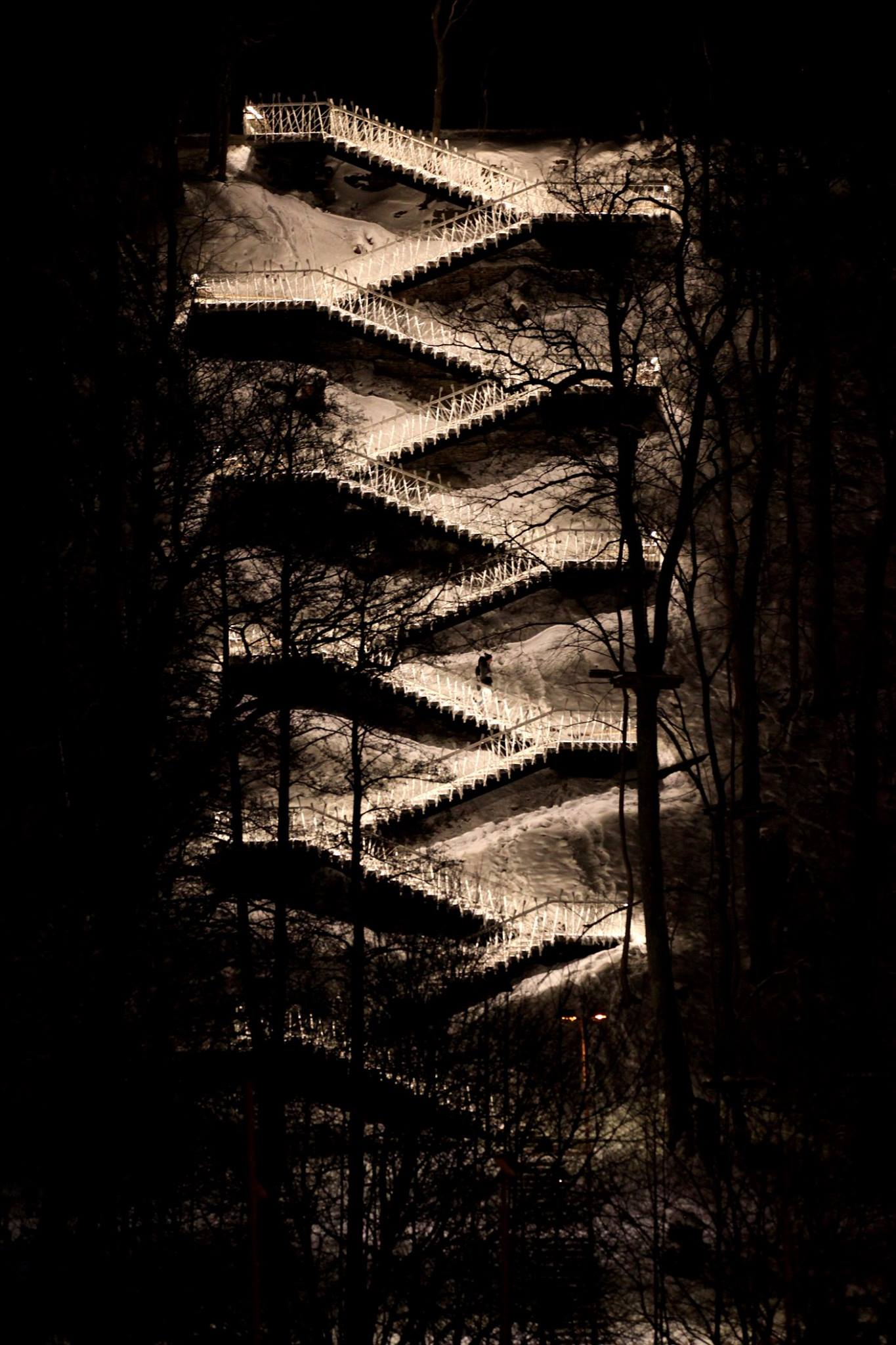
Лестница «Северной лягушки» ночью
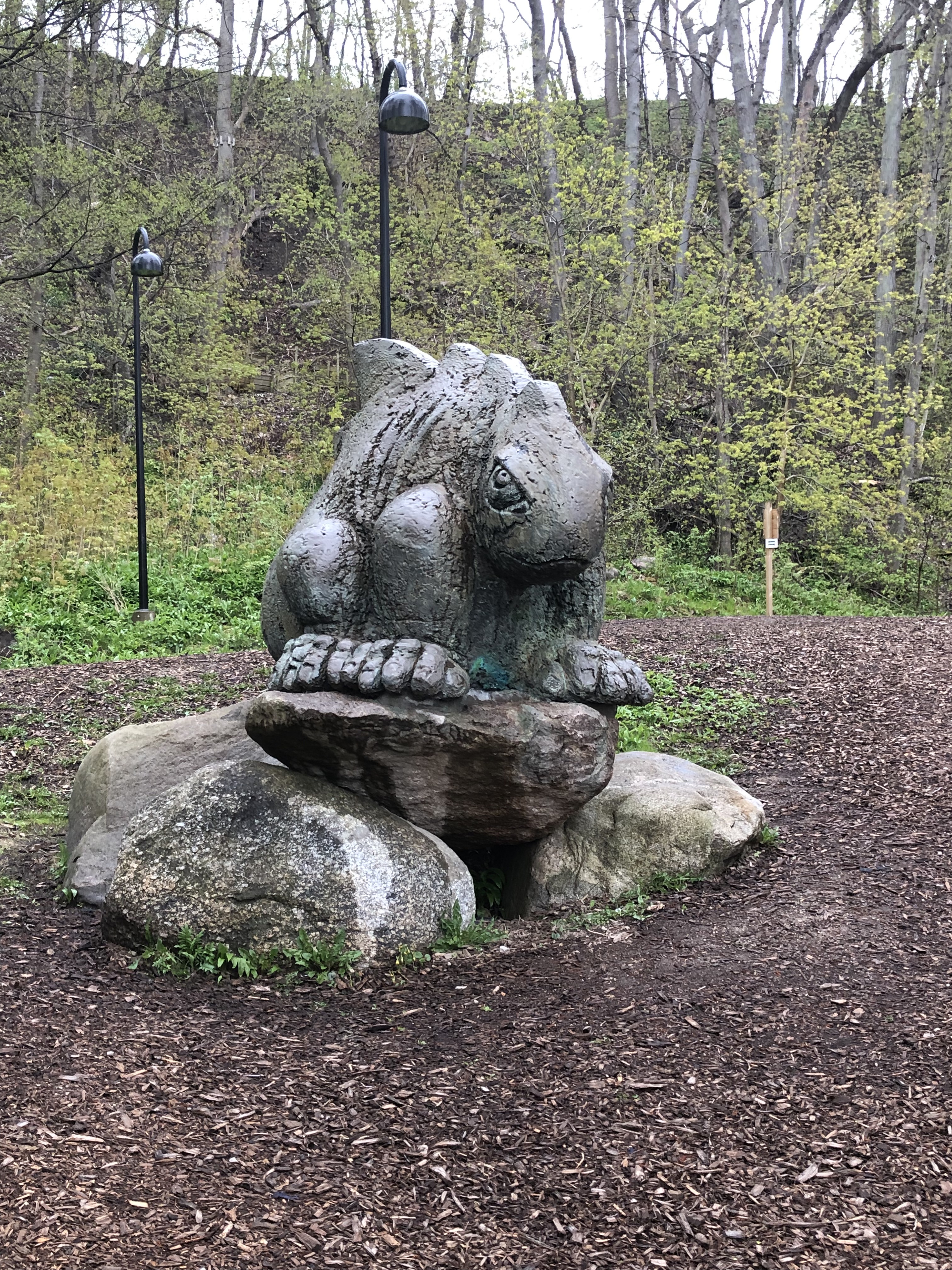
Скульптура «Северная лягушка»